# Rogeria germaini
Rogeria germaini es una especie de hormiga del género Rogeria, tribu Solenopsidini, familia Formicidae. Fue descrita científicamente por Emery en 1894.
Se distribuye por Brasil, Guayana Francesa y Paraguay. Se ha encontrado a elevaciones de hasta 750 metros. Habita en la hojarasca.